# LINKa
LINKa — группа приложений для людей с нарушениями речи, разработанных петербургским программистом Иваном Бакаидовым. Состоит из:
- LINKa: бумажная клавиатура – позволяет набирать текст с помощью больших клавиш
- LINKa: нажми (DisQwerty) — позволяет набрать слова, нажимая лишь на одну кнопку
- LINKa: напиши (DisType) — озвучивает напечатанный человеком текст
- LINKa: покажи (DisTalk) — произносит вслух название предмета, на пиктограмму которого указал человек
- LINKa: смотри – программа для выбора карточек из таблицы при помощи разных средств ввода, таких как клавиатура, мышка, джойстик или же айтрекер Tobii.